# روابط اوکراین و تاجیکستان
روابط اوکراین و تاجیکستان به روابط دیپلماتیک دوجانبه میان اوکراین و جمهوری تاجیکستان اشاره دارد. روابط دیپلماتیک در ۲۴ آوریل ۱۹۹۳ برقرار شد. روابط دوجانبه براساس پیمان دوستی و همکاری بین جمهوری تاجیکستان و اوکراین است که در ۶ ژوئیه ۲۰۰۱ امضا شد. دانشجویان تاجیکی در موئسسات آموزش عالی اوکراین آموزش دیده‌اند.

## همکاری اقتصادی
شرکت‌ها و سازمان‌های اوکراینی در اجرای توسعه انرژی آبی، ساخت خطوط انتقال و ایجاد سرمایه‌گذاری‌های مشترک در صنایع نفت و گاز تاجیکستان مشارکت داشته‌اند. در سال ۲۰۰۹، کمیسیون مشترک بین دولتی اوکراین و تاجیکستان برای همکاری اقتصادی ایجاد شد، جایی که توافقات در زمینه‌های تجاری، اقتصادی، انرژی، حمل و نقل و بشردوستانه صورت می‌گیرد.

## بازدیدهای دولتی[۳]

### سفرهای روسای جمهور تاجیکستان به اوکراین
- امامعلی رحمان (۵–۶ ژوئیه، ۲۰۰۱)
- امام‌علی رحمان (۳ تا ۵ دسامبر ۲۰۰۸)
- امام‌علی رحمان (۱۵ تا ۱۶ دسامبر، ۲۰۱۱)
- امامعلی رحمان (۲ ژوئیه ۲۰۱۲)

### سفرهای روسای جمهور اوکراین به تاجیکستان
- لئونید کوچما (۸ تا ۱۰ آوریل ۲۰۰۳)
- ویکتور یوشچنکو (۶ تا ۷ مارس ۲۰۰۸)
- ویکتور یانوکوویچ (۳ سپتامبر ۲۰۱۱)